# سوءتفاهم (فیلم ۱۹۸۴)
سوء تفاهم (به انگلیسی: Misunderstood) یک فیلم سینمایی آمریکایی در ژانر درام محصول سال ۱۹۸۴ میلادی به کارگردانی جری شاتزبرگ است. که بر اساس رمان سوء تفاهم (۱۸۶۹) توسط فلورانس مونتگومری ساخته شده است.  در این فیلم هنری توماس در نقش پسری جوان بازی می کند که پس از مرگ مادر با خانواده ، دوستان و روابط درگیر می شود.
رمان " سوء تفاهم " قبلاً به عنوان یک فیلم ایتالیای در سال ۱۹۶۶ اقتباس شده بود که آنتونی کوایلی در آن بازی کرد. 

## بازیگران
- جین هکمن نقش ناد راولی
- هنری توماس به عنوان آندرو
- ریپ تورن به عنوان ویل
- هاکلبری فاکس به عنوان مایلز
- مورین کروین به عنوان کیت
- سوزان آنسپاک به عنوان لیلی
- جون براون به عنوان خانم پالی
- هلن رایان به عنوان لوسی
- ندیم صوالحه به عنوان احمد
- نیدال الاسر به عنوان خانم جالولی
- خالد اکروت به عنوان مالک مغازه الکترونیک
- راجا گفسی به عنوان صاحب کافه علی-باروتا
- موحدین ماد به عنوان کسیر
- جیمز آر. کوپ به عنوان آقای گریس
- حلیمه داود در نقش عایشه
- راد راوی به عنوان دکتر
- نبیل ماسد به عنوان آقای جلولی
- محمد بن عثمان به عنوان بازرگان شکلات
- عبداللطیف هامرونی به عنوان انسان مقدس
- صلاح رحمانی به عنوان راشد
- محمد دوس به عنوان مربی جودو
- تاراک سانچو به عنوان راننده ند
- نورالدین کسباوی و منصف ذویب به عنوان خدمتگزار
- زهیر بورناز به عنوان دستیار کسیر
- محمد سقیر فتوحی به عنوان مالک بهار باروتا
- هلا بولیلا به عنوان دبیر ، دفتر ناد در داکس
- حبیب چاری به عنوان مرد مجروح
- نیل اندرسون به عنوان مخالف اندرو
- آندره ولیکیت به عنوان باب
- دیرک هولزپفل در نقش لوسیان

## تولید
فیلمبرداری بیش از چهار ماه در سال ۱۹۸۲ روی داد. 